# Headbang i Hovedlandet
|  | Denne artikel er oprettet af botten PalnaBot ud fra en ekstern database. Den kan derfor have sproglige fejl eller mangler. Denne skabelon kan fjernes efter kontrol af indholdet. |

Headbang i Hovedlandet er en film instrueret af Niels Arden Oplev efter manuskript af Niels Arden Oplev.

## Handling
Een livsbekræftende dokumentarfilm, der blandt andet består af blod, geder og persillesovs. Asa-hedensk-kamp-metal og 5 i tysk. At grave lig op på en kirkegård. Piger, der kun kan finde ud af at sidde foran spejlet, og slemme drenge, der vil hjem til mor. Dyb, bestialsk growl og kompromisløs musik. Ekstremiteter i tekst og musik, show og meninger væver sig ud og ind imellem det trivielle i hverdagen. Mød Ill Disposed fra Århus, Nidhug fra Støvring og Infernal Torment fra Silkeborg, og stå ansigt til ansigt med den vilde, brutale, jyske DødsDoom-Black Metal undergrund, der udfolder sig i chok, nærhed og masser af humor.